# Pholeomyia praesecta
Pholeomyia praesecta är en tvåvingeart som först beskrevs av Becker 1907.  Pholeomyia praesecta ingår i släktet Pholeomyia och familjen sprickflugor.
Artens utbredningsområde är Peru. Inga underarter finns listade i Catalogue of Life.